# José Ramón Esteban
José Ramón Esteban Ruiz (El Madroño, 1892-Sevilla, 9 de marzo de 1938) fue un agricultor, sindicalista y político socialista de Andalucía, España. 

## Biografía
Militante del Partido Socialista Obrero Español (PSOE) y de la Unión General de Trabajadores (UGT), fue alcalde de su localidad natal entre 1932 y 1933.
Al tiempo del golpe de Estado de julio de 1936 que dio lugar a la Guerra Civil, José Ramón era el líder de UGT en la localidad y junto con quien era el alcalde en ese momento, Alfonso García Esteban, formó un Comité de resistencia a los sublevados, refugiándose en la sierra sevillana. Como muchos otros, se entregó en octubre y fue encarcelado en la Prisión provincial de Sevilla. Solicitados informes al cura-párroco de El Madroño (a la sazón, tío de su esposa), falangistas, el alcalde de la localidad durante la dictadura de Primo de Rivera y al alcalde nombrado por los sublevados, estos pidieron, "por el bien de la Patria y de este pueblo", no solo la detención sino "justicia inexorable" mediante la aplicación del Bando de Guerra (ajusticiamiento), sin aportar pruebas de la comisión de delito alguno. José Ramón Esteban fue ejecutado en la prisión el 9 de marzo de 1938 a garrote vil, junto a sus vecinos Pablo Delgado, Salvador Domínguez y Juan López Pérez. Su certificado de defunción señalaba la causa de la muerte como "asfixia por extrangulación".